# Pompkarakteristiek

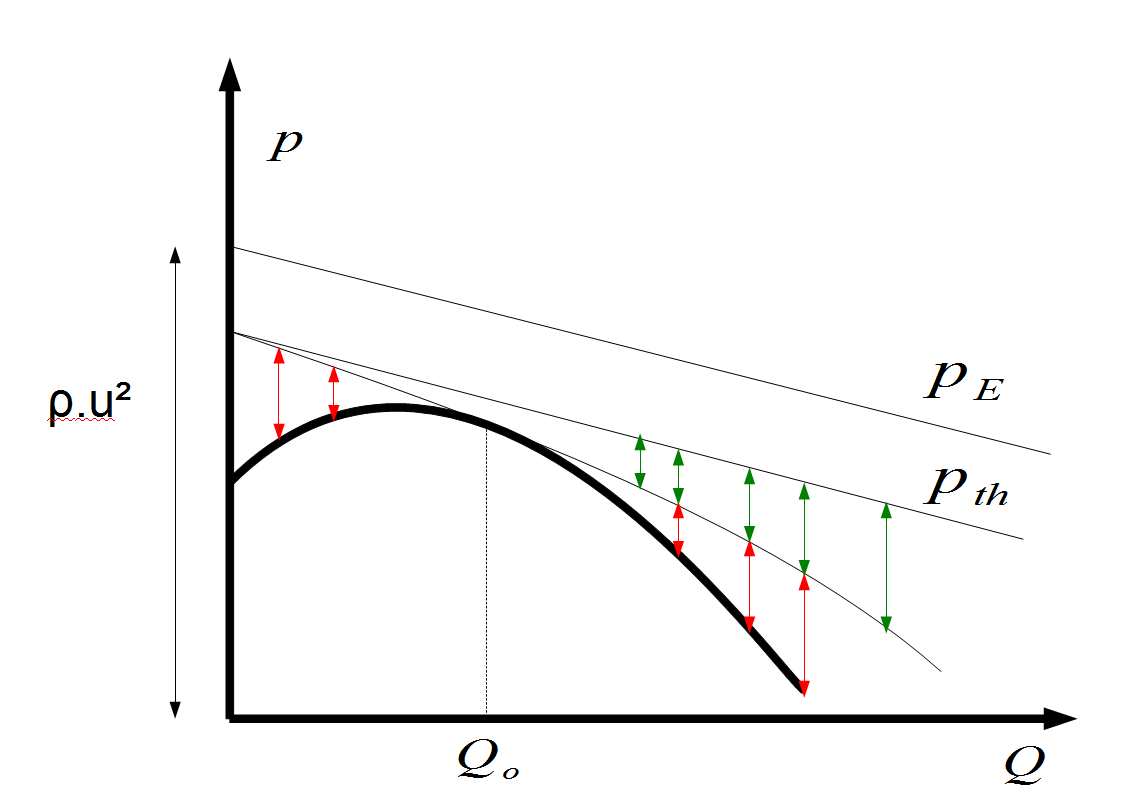
Pompkarakteristiek.
Groen: wrijvingsverliezen.
Rood: Botsingsverliezen

De pompkarakteristiek of 'Q-h kromme' van een centrifugaalpomp is het verband tussen de opvoerdruk en het debiet.
Men vertrekt van de Eulerse opvoerdruk. Voor een bepaald debiet wordt die Eulerse opvoerdruk verminderd met een factor die te maken heeft met het niet oneindig zijn van het aantal schoepen, waardoor niet alle deeltjes de ideale stroomlijn volgen. De druk die men krijgt wordt de theoretische opvoerdruk genoemd. (Die naam komt door het feit dat het verschil tussen beide nog altijd geen “verlies” is, het verschil vloeit voort uit de geïdealiseerde veronderstelling bij de berekening van de Eulerse opvoerdruk. Het is dus nog altijd theoretisch.)
De theoretische opvoerdruk wordt verminderd met:
- de wrijvingsverliezen, die evenredig zijn met het kwadraat van het debiet. (Groen in de figuur)
- de botsingsverliezen, die bij een bepaald debiet ({\displaystyle \ Q_{o}}) nul zijn, en anders evenredig met {\displaystyle \ (Q-Q_{o})^{2}}. (Rood in de figuur). Het betreft hier botsing tussen de vloeistofdeeltjes en de schoepen, er is maar één welbepaalde snelheid (dus debiet) waarbij er geen botsingen zijn.

Men bekomt zo een kromme, waarbij een maximum mogelijk is. Dit kan belangrijk zijn in verband met de stabiele werking van de pomp.